# Glenwood (Indiana)
Glenwood è un comune degli Stati Uniti d'America, situato nello Stato dell'Indiana, diviso tra la contea di Rush e la contea di Fayette.